# Antonio Pellegrini
Antonio Pellegrini, italijanski rimskokatoliški duhovnik in kardinal, * 11. avgust 1812, Rim, † 2. november 1887.

## Življenjepis
28. decembra 1877 je bil povzdignjen v kardinala in imenovan za kardinal-diakona S. Maria in Aquiro.